# Zaramaga
Zaramaga es un barrio de la ciudad de Vitoria capital de la provincia vasca de Álava, en España.
Es uno de los barrios más habitados de la ciudad, contando en 2018 con 11.997 habitantes (4'8% del total municipal), de los que 5.842 eran hombres y 6.155 mujeres, así como un 14% de población extranjera, siendo la media de edad del barrio en 2013 de 49'8 años. Está situado al norte de Vitoria.
La mayor parte del barrio fue edificado en las décadas de 1950 y 1960 como un barrio obrero promovido por la Caja de Ahorros Municipal de Vitoria.

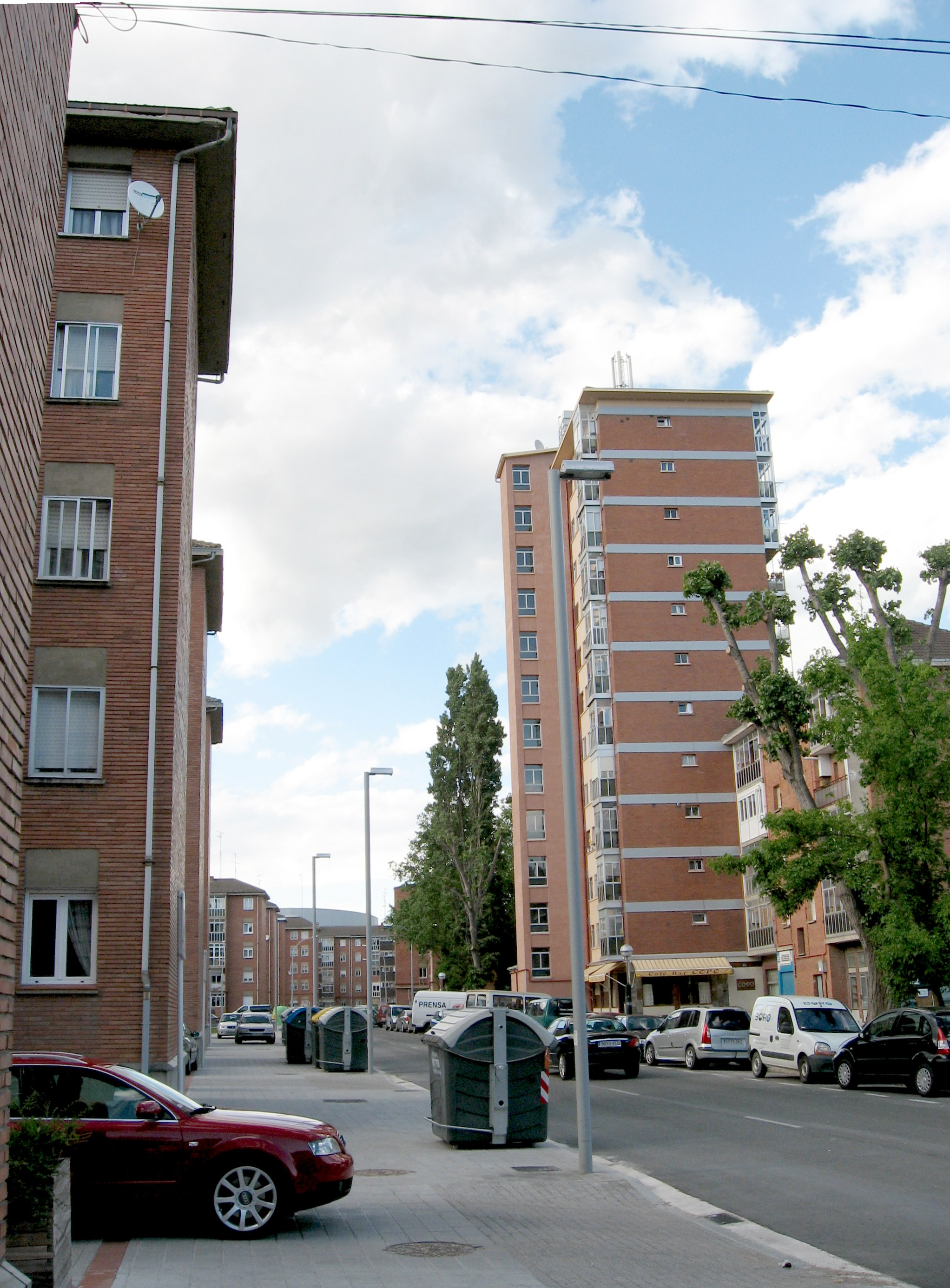
Zaramaga.

Es un barrio de fuerte tradición obrera, motivada por su población y por la cercanía que tenía a los principales centros industriales de la ciudad, la fábrica de Michelin y Forjas Alavesas. Barrio conformado por inmigrantes de otras comunidades autónomas que acudían a Vitoria en busca de un trabajo en la efervescente industria vitoriana. 
Mantiene varios de sus comercios pequeños a pesar de la llegada del centro comercial Boulevard al barrio. Esto unido a la continua renovación que está sufriendo el barrio ha ayudado a relanzarlo económicamente, contribuyendo a que familias jóvenes se asienten en la zona, posibilitando de esta forma una disminución en la edad media de los habitantes del barrio, que actualmente se sitúa muy por encima de la media de la ciudad.
Actualmente el barrio se encuentra en transformación, social, urbanística, medioambiental y económica. Muchas asociaciones están trabajando en estos objetivos. Algunas de ellas se encuentran aglutinadas en una plataforma llamada: Foro por la Regeneración de Zaramaga. En éste Foro, ciudadanos, asociaciones y empresas, trabajan para reconvertir el barrio y reinventarlo. Pasar de ser un barrio industrial del siglo XX, al barrio de industrias del siglo XXI. 

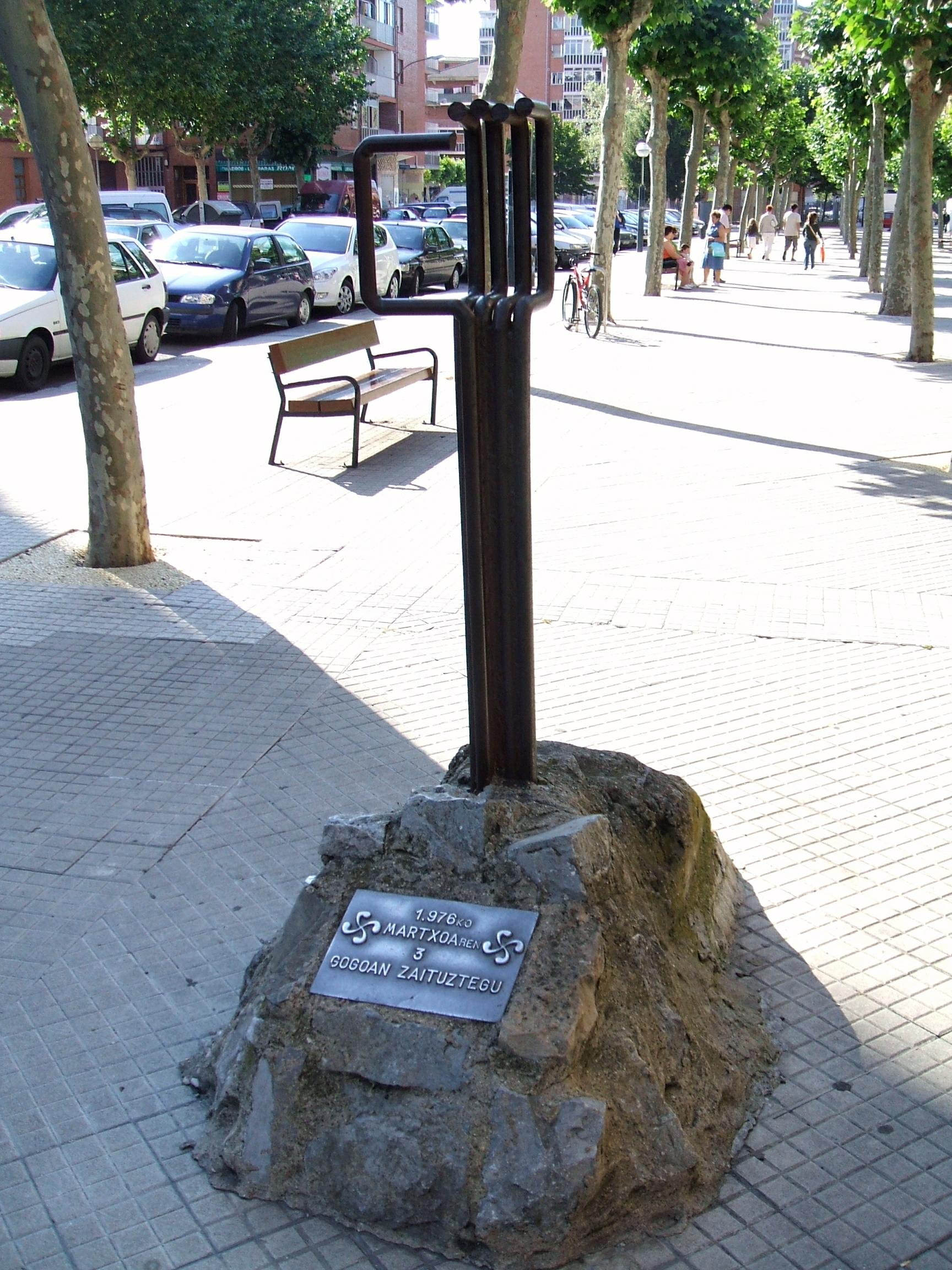
Monumento a las víctimas del 3 de marzo

En este barrio se produjo uno de los hechos más sangrientos y graves de la Transición española cuando durante los llamados sucesos de Vitoria del 3 de marzo de 1976 la policía desalojó por la fuerza a los trabajadores en huelga que asistían a una asamblea en la iglesia de San Francisco del barrio. La brutal actuación policial de aquel día causó 5 muertos y un centenar de heridos entre el desalojo y los disturbios que siguieron al mismo por el barrio y el resto de la ciudad, atribuyéndosele la responsabilidad al entonces ministro Manuel Fraga Iribarne.
En la parte más occidental del barrio se encuentra el cementerio de Santa Isabel, uno de los dos cementerios que posee la capital alavesa. En este barrio se encuentra también el Centro Comercial El Boulevard, emplazado en parte de los terrenos que ocupaba Sidenor.
Plazas y Parques importantes
- Plaza del tres de marzo:

Remodelada a mediados de 2007, se cambió su fisonomía obsoleta para convertirse en un gran espacio lúdico que cuenta con un ajedrez gigante.
- Plaza de Llodio:

Gran plaza que cuenta con un quiosco en desuso en el centro de la misma. Esta a la espera de ser considerado un espacio vital para reformar el barrio convirtiendo su subsuelo en un gran aparcamiento.
- Paseo de la senda de los Puertos:

Largo paseo peatonal.

## Transporte Urbano
Actualmente el barrio de Zaramaga se conecta mediante los autobuses de Tuvisa con diferentes zonas de la ciudad.
- 'Línea 1 (Circular): Esta línea conecta el centro de Vitoria con determinados barrios de la ciudad, teniendo como inicio y final (desde julio del 2017) de línea el barrio de Zaramaga. Las paradas ubicadas en el barrio son: Reyes de Navarra 51 (antigua parada de Zaramaga/Reyes de Navarra, permite la conexión con el Boulevard), Reyes de Navarra 19 (inicio y final de la línea) y Portal de Legutiano/Iparralde (junto al centro cívico).
- Líneas 2A y 2B (Periférica): Otra de las líneas circulares de Vitoria, que conecta los barrios periféricos sin pasar por el centro. Su parada de cabecera se encuentra en el mismo barrio de Zaramaga junto al Centro Comercial Boulevard. (Parada de Zaramaga/C.C. Boulevard).
- Líneas 3 (Betoño-Zumaquera) y 9 (Gamarra-Zumaquera): Pasan por el barrio de manera periférica por la calle Portal de Villarreal, dando servicios al barrio con las siguientes paradas: Portal de Gamarra/Deba, Portal de Betoño 4 y Portal de Villarreal 43, 50 y junto a Iparralde.
- Línea 8 (Universidad/Unibertsitatea): Da servicio al barrio pasando por el centro del mismo desde el Campus Universitario, tiene dos paradas en el barrio: Reyes de Navarra/Telefónica (frente a la parada final del Circular) y Portal de Arriaga/Venezuela (junto al Cementerio de Santa Isabel):
- Línea G1 (Lakua-Abetxuko): Zaramaga también posee servicio nocturno de transporte público de cara a los fines de semana y vísperas de festivos. Con la última remodelación de las líneas de Gautxori se decidió que la línea de Abetxuko sería la que diera una nueva cobertura al barrio en sentido Abetxuko-Catedral. La línea realiza dos paradas: Reyes de Navarra 19 (en la misma parada del 1) y Portal de Villarreal/Iparralde.